# Румунсько-український кордон
Румунсько-український кордон — державний кордон між Румунією та Україною. Довжина кордону — 613,8 кілометрів.
Румунсько-український кордон є також зовнішнім кордоном Європейського Союзу.

## Регіони

### Румунія
- Сату-Маре
- Марамуреш
- Сучава
- Ботошані
- Тульча (р. Дунай та територіальні води)

### Україна
- Закарпатська область
- Івано-Франківська область
- Чернівецька область
- Одеська область (р. Дунай та територіальні води)

## Пункти перетину кордону
- Біла Криниця
- Вадул-Сірет
- Вилкове
- Ділове
- Дяківці
- Дякове
- Ізмаїл
- Кілія
- Красноїльськ
- Порубне
- Рені
- Руська
- Солотвино
- Тересва
- Шепіт.[1][2]

Івано-Франківська область є єдиним прикордонним регіоном України, який не має жодного пропускного пункту. У 2008 році сільський голова Руської Поляни Степан Онча заявив про необхідністі створення пропускного пункту на румунсько-українському кордоні з Івано-Франківської області. Він вважав, що у людей, які живуть обабіч кордону, схожі назви гір і полонин, імена і прізвища, звичаї та традиції:
|  | Ми гуцули, як і жителі Верховинщини. Я ще розмовляю українською, але моїм дітям важко утримувати зв’язок. Цей проєкт має сприяти тому, щоб ми не забули рідну мову, свої традиції. Хочемо ходити один до другого і, спілкуючись, підтримувати нашу національну ідентичність. |

У вересні 2019 року делегація з Івано-Франківщини та керівництво Марамуреського повіту підписали резолюцію про відкриття міжнародного ПП для автомобільного та пішого сполучення. Тоді ж були зроблені розрахунки вартості будівництва дороги до ПП – йшлося про 1 млрд гривень.
На засіданні Верховної Ради України у липні 2021 року більшістю голосів був підтриманий депутатський запит до президента України щодо необхідності підписання міждержавної угоди про будівництво дороги через кордон (с. Ільці – с. Явірник – держкордон – с. Леордіна (Румунія)), на який президент відреагував, давши розпорядження прем'єр-міністру вжити заходів. 10 вересня 2021 року депутати Івано-Франківської обласної ради звернулись до прем’єр-міністра та Верховної Ради України, щоб відкрити пропускний пункт на українсько-румунському кордоні між селами Шибене Верховинського району та Руської Поляни Марамурешського повіту.

## Галерея

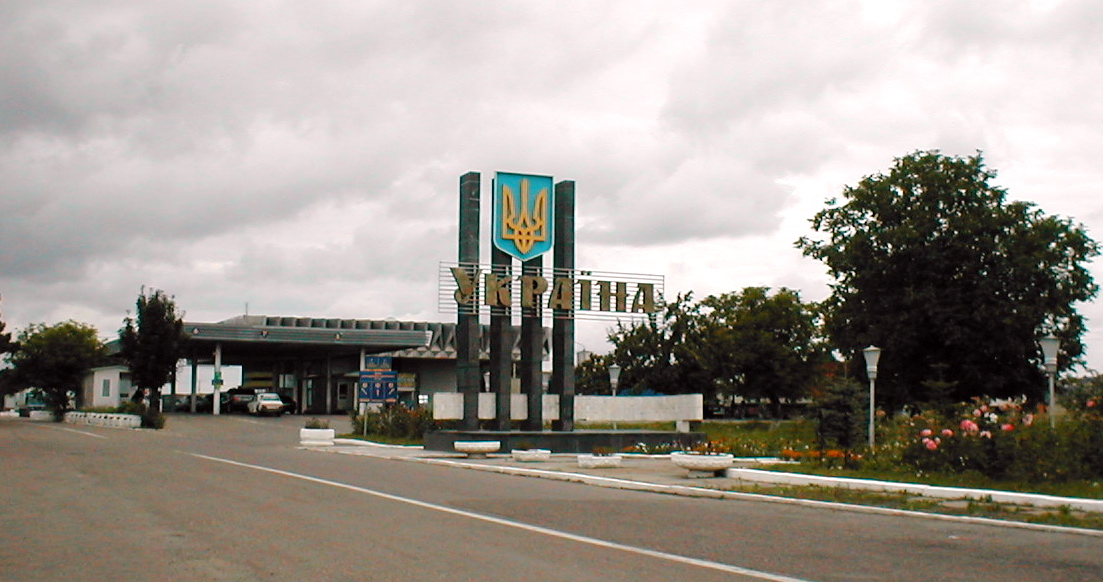
Румунсько-український кордон на автошляху E85, Чернівецька область
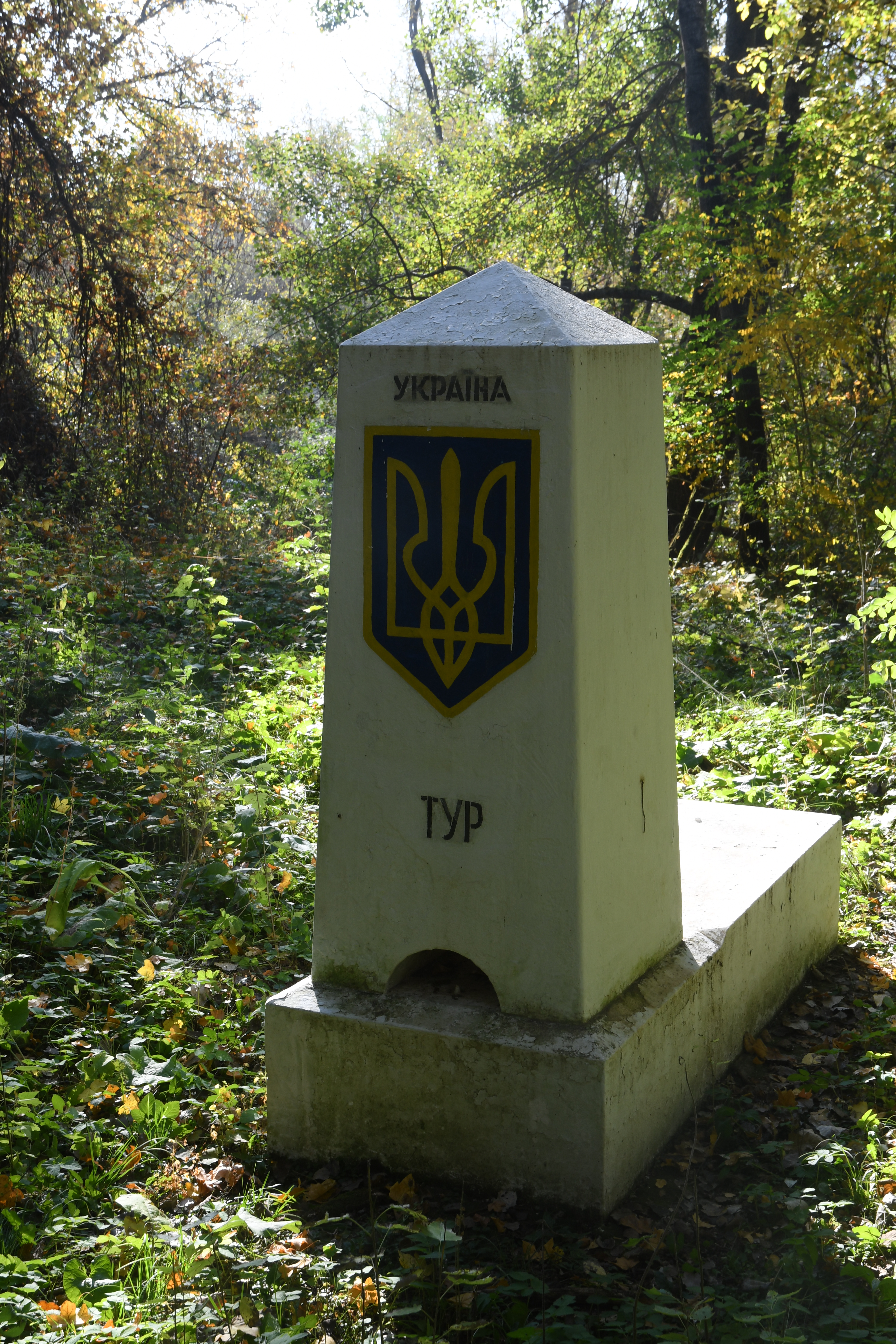
Трифінія "Тур"